# Cista

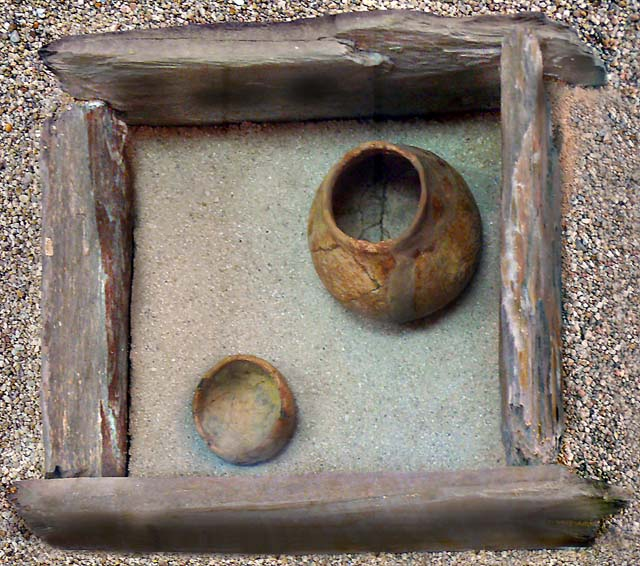
Cista con cerámicas.

Una cista (del griego: κίστη, cofre o caja) es un monumento megalítico funerario individual, de pequeñas dimensiones. 
Básicamente está formada por cuatro piedras planas o lajas, colocadas verticalmente formando un rectángulo. Sobre ellas solía colocarse otra piedra horizontal a modo de tapa. En el interior se depositaban los difuntos, generalmente en posición fetal. Se han encontrado cistas en Europa y en Oriente Medio.
En ocasiones es difícil determinar si un monumento es un dolmen pequeño o una cista. El criterio que suele seguirse en tales casos es el tamaño: generalmente se considera cista cuando su superficie no supera el metro cuadrado.
Las cistas aparecen la mayor parte de las veces asociadas a otras formaciones megalíticas, por ejemplo en el centro de túmulos (lo que a veces origina discusión sobre si es dolmen o cista), en el centro de un crómlech (rodeando los restos mortuorios), en el interior de cuevas sepulcrales, etc. En general su conservación es mala, y suele faltar la tapa e incluso alguna de las losas laterales.